# 2. Parteitag der Kuomintang Chinas
Der 2. Nationale Parteitag der Kuomintang Chinas (chinesisch 中國國民黨第二次全國代表大会 / 中国国民党第二次全国代表大会, Pinyin Zhōngguó Guómíndǎng dì-èr cì quánguó dàibiǎo dàhuì) bzw. 2. Nationalkongress der Kuomintang war der zweite nationale Parteitag der Kuomintang. Er fand vom 1. bis 19. Januar 1926 in Guangzhou (Kanton), Guangdong, Republik China, statt.
Chiang Kai-shek wurde zum ersten Mal in das Zentrale Exekutivkomitee der Kuomintang gewählt. 
Mao Zedong wurde wie bereits auf dem 1. KMT-Parteitag zu einem der stellvertretenden Mitglieder des Zentralen Exekutivkomitees gewählt.